# Freistroff
 Freistroff  es una población y comuna francesa, en la región de Lorena, departamento de Mosela, en el distrito de Boulay-Moselle y cantón de Bouzonville.

## Demografía
| 918 | 948 | 899 | 936 | 923 | 859 |
| Para los censos de 1962 a 1999 la población legal corresponde a la población sin duplicidades (Fuente: INSEE [Consultar]) |     |     |     |     |     |